# Diaphania albicincta
Diaphania albicincta is een vlinder uit de familie van de grasmotten (Crambidae), uit de onderfamilie van de Spilomelinae. De wetenschappelijke naam van deze soort is voor het eerst voorgesteld als Glyphodes albicincta door George Francis Hampson in een publicatie uit 1899.
De spanwijdte bedraagt 26 millimeter.
De soort komt voor in Venezuela en Brazilië.